# Дабаев, Балдан Самбуевич
Балдан Самбуевич Дабаев (1898—1972) — старший чабан совхоза «Боргойский» Джидинского аймака Бурятской АССР, Герой Социалистического Труда (03.07.1959).

## Биография
Родился в 1898 году в улусе Худага (в советское время — Джидинский аймак Бурятии).
В молодости был буддийским ламой (об этом говорится в документальном фильме «Буддисты в Советском Союзе» (1960)). Затем - колхозник в с. Енхор Джидинского района.
С 1946 г. работал чабаном, старшим чабаном в совхозе «Боргойский» (с. Белоозерск). Вместе с директором Н. А. Мельниковым и доцентом Бурятского СХИ Р. П. Пилдановым участвовал в создании государственного племенного хозяйства по разведению тонкорунных и полутонкорунных овец. Проводил скрещивание местных беспородных овцематок с баранами улучшенных и племенных пород путём искусственного осеменения.
Выведенная ими Забайкальская тонкорунная порода получила широкое распространение во многих хозяйствах республики и за её пределами.
Ухаживал за отарой в 700 овцематок. Практиковал пастьбу с ранней весны до самой поздней осени, благодаря чему экономились корма для стойлового периода. В том числе широко использовал солончаковые пастбища.
Ежегодно получал на 100 овцематок по 105—110 ягнят. В 1957 г. получил от 687 овцематок 793 ягнят и 4,5 килограмма шерсти с овцы. В 1958 г. от 700 овцематок получил 849 ягнят.
Указом Президиума Верховного Совета СССР от 3 июля 1959 года за выдающиеся достижения и большой вклад, внесённый в освоение и внедрение новых прогрессивных методов труда в промышленности и сельском хозяйстве Бурятской АССР, удостоен звания Героя Социалистического Труда с вручением ордена Ленина и золотой медали «Серп и Молот».
Умер в 1972 году.
В его честь названа улица в селе Белоозерск.
Семья: жена — Долгор, трое детей.